# Auguste Gaspais
Auguste Ernest Désiré Marie Gaspais, né le 22 avril 1884 à Saint-Brieuc-de-Mauron dans le diocèse de Vannes et mort le 21 octobre 1952 au château de la Motte à Seysses, est un missionnaire français qui fut évêque en Mandchourie. C'est lui qui par sa situation vis-à-vis du gouvernement du Mandchoukouo est à l'origine de la fin de la querelle des rites qui avait été tranchée en 1742 par Benoît XIV.

## Biographie
Auguste Gaspais poursuit ses études secondaires à Ploërmel, puis entre au grand séminaire de Vannes et le 18 septembre 1903 au séminaire des Missions étrangères de Paris. Il part pour Penang le 6 décembre 1906 où il est ordonné prêtre le 7 juillet 1907. Il est aussitôt destiné à la mission de Mandchourie-Septentrionale dont le siège est à Kirin (Jilin aujourd'hui) et qui avait été dévastée sept ans plus tôt pendant la révolte des Boxers.
Auguste Gaspais apprend la langue à Neng-an-shien jusqu'en 1910, puis il est nommé à la tête du district de Foup-loung-tsuen et de Kou-yu-chou. Il sert sous les drapeaux pendant la Première Guerre mondiale et il est démobilisé en 1919, lorsqu'il retourne en Mandchourie. Un an plus tard, le 16 décembre 1920, le Saint-Siège le nomme vicaire apostolique coadjuteur de Pierre-Marie-François Lalouyer, vicaire apostolique de Mandchourie-Septentrionale (renommée en vicariat apostolique de Kirin en 1924). Il est consacré comme évêque in partibus de Canope (de) en l'église de Changchuen, le 21 mars 1921, par Gustave Mutel avec comme co-consécrateurs Florian Demange et Bonifatius Sauer. Il devient évêque par succession, le 17 février 1923. Il y a à cette époque, plus de 22 000 catholiques pour environ dix millions d'habitants, un grand et un petit séminaire à Kirbin, 17 prêtres missionnaires français, 16 prêtres autochtones, 12 grands séminaristes, 9 franciscaines missionnaires de Marie, 115 religieuses autochtones (dont 15 novices).

### La situation diplomatique et l'acceptation du rite confucéen

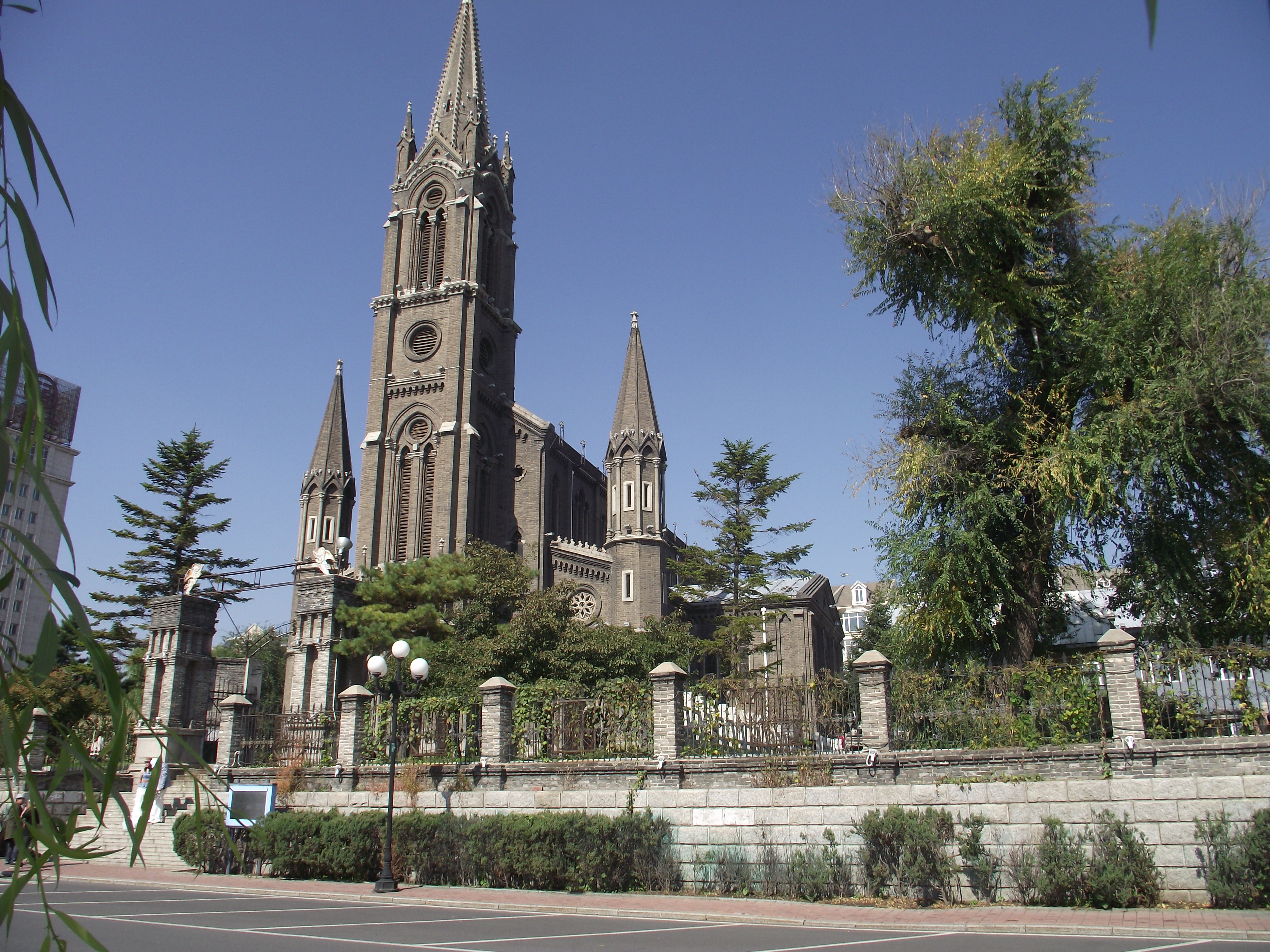
Cathédrale de Kirin (Jilin aujourd'hui).

Auguste Gaspais se dépense sans compter pour sa mission dont le territoire est placé sous influence japonaise après 1905, puis fait partie en 1931 du Mandchoukouo (dans l'orbite du Japon et devenu empire en 1934, avec comme capitale la ville de Hsinking, appelée en chinois Changchuen). Il fait construire plusieurs églises, fait ouvrir des écoles et des dispensaires dont certains sont gérés par les Filles du Saint-Esprit. Il fait venir en 1936 les assomptionnistes, pour diriger le grand séminaire national du Mandchoukouo. Il insiste pour que la formation des séminaristes s'approche le plus de celle dispensée en Europe et adopte donc la méthode des lazaristes hollandais qui consiste à enseigner d'abord le français aux séminaristes, puis le latin et les sciences en français. Le nombre de missionnaires étant trop restreint pour mener à bien ce travail, il obtient en 1940 le concours des Frères des écoles chrétiennes du Canada . Il fait aussi travailler les religieuses autochtones du Cœur de Marie et celles de la congrégation diocésaine de la Sainte-Famille. Il sacre le 5 septembre 1937 à Yenki l'Allemand Theodor Breher O.S.B., vicaire apostolique de Yenki.
Par une lettre du cardinal Fumasoni-Biondi, préfet de la Sacré Congrégation de la Propagande de la Foi, du 20 mars 1934, Auguste Gaspais devient représentant du Saint-Siège auprès du Mandchoukouo, sans avoir de titre diplomatique, afin de ne pas heurter les grandes puissances qui ne le reconnaissent pas. En fait, le gouvernement du Mandchoukouo menace de nationaliser les écoles catholiques et interdit aux vicaires et préfets apostoliques (il existe alors dix circonscriptions ecclésiastiques au Mandchoukouo, les huit « classiques » plus deux autres avec les annexions des provinces de Jehol et de Hingan) d'être en rapport avec le délégué apostolique en Chine. Il fallait donc quelqu'un qui « de droit ecclésiastique pût être mis au courant des difficultés spirituelles et temporelles des ordinaires, qui pût en leur nom les exposer aux autorités centrales ». De plus, « le fait que ce fût la Congrégation de la Propaganda Fide (non pas le Pape en personne, non pas non plus la Secrétairerie d'État, mais l’organisme détenteur de l’autorité sur les missions, organisme donc purement religieux [...], sans relations proprement diplomatiques avec les États) qui eût nommé Gaspais était lui aussi éloquent » .
En 1935, le gouvernement du Mandchoukouo rend obligatoire les honneurs rendus à Confucius (enseignement du Wang Tao), ce qui pose un cas de conscience aux 150 000 catholiques du Mandchoukouo. Auguste Gaspais obtient des autorités (le ministre des Affaires étrangères en premier lieu) l'assurance que cela ne revêt pas de caractère religieux et que c'est un simple témoignage de respect civique. Cela est donc accepté par la Sacré Congrégation de la Propagande de la Foi et cité en exemple aux conférences des ordinaires du Japon (1936) et de Chine (1939), comme mettant fin à la querelle des rites et rendant caduc le décret Ex quo singulari de 1742 de Benoît XIV qui obligeait au serment les missionnaires de Chine contre les honneurs confucéens. Auguste Gaspais, qui avait été reçu en mai 1935 par Pie XI à Rome à propos de la querelle des rites, sacre son coadjuteur, Charles Lemaire (qui est recteur du séminaire de Kirin), le 15 novembre 1939. En décembre 1939, le décret Plane compertum de la Propaganda Fide donne l’autorisation d’offrir un hommage rituel à Confucius et aux ancêtres à la Chine entière .

### Sous la Chine communiste
Le Mandchoukouo est envahi par l'Armée rouge de l'URSS en août 1945 et cesse d'exister le 15 août. En avril 1946, Pie XII élève le vicariat au rang de diocèse réintégré à la Chine qui est en pleine guerre civile. Auguste Gaspais est élevé par le pape au titre honorifique d'assistant au trône pontifical. La Mandchourie devient une base de l'armée communiste chinoise et l'ensemble du diocèse est sous administration communiste dès octobre 1948. En 1949, Auguste Gaspais a de grandes difficultés pour se rendre à Moukden pour sacrer André-Jean Vérineux (de). En octobre 1949, la Chine entière tombe sous le joug communiste et en deux ans les missions chrétiennes sont anéanties. Auguste Gaspais est interrogé plusieurs fois et placé en résidence surveillée à Changchuen à partir de juin 1951, puis emprisonné et jugé au motif d'avoir établi la légion de Marie dans son diocèse et d'être en rapport avec d'anciens officiels du Mandchoukouo. Il est expulsé à Hong Kong (alors colonie britannique), le 1er janvier 1952 et arrive à Paris, le 21 janvier suivant. Il écrit en mars 1952: « La liberté religieuse est inscrite dans la Constitution chinoise, mais une loi additionnelle précise qu'il est défendu de faire aucune propagande religieuse en dehors des églises. Si l'on considère d'autre part que dans le diocèse de Kirin par exemple, 95 % des églises ou chapelles ont été depuis longtemps occupées et mises hors d'usage, cette prétendue liberté apparaît comme un leurre. » Cette remarque éclaire la position fréquente prônant de réduire le christianisme à une simple dévotion privée, ce qui entraîne forcément des discriminations.
Il rentre en France et meurt subitement en octobre 1952 à la maison-mère des Sœurs des Missions étrangères à Seysses, près de Toulouse.

## Succession apostolique
Auguste Gaspais a ordonné les évêques suivants :
- Évêque Theodor Breher, O.S.B. (1937)
- Évêque Charles Joseph Lemaire, M.E.P. (1939)
- Évêque André-Jean Vérineux (de), M.E.P. (1949)